# Tulia (település)
Tulia település az Amerikai Egyesült Államok Texas államában, Swisher megyében, melynek megyeszékhelye is. Lakosainak száma 4473 fő (2020. április 1.).

## Népesség
A település népességének változása:

| 2010 | 4 967 |
| 2020 | 4 473 |